# Рибьер (кантон)
Рибье́р (фр. Ribiers) — кантон во Франции, находится в регионе Прованс — Альпы — Лазурный Берег, департамент Верхние Альпы. Входит в состав округа Гап.
Код INSEE кантона — 0516. Всего в кантон Рибьер входит 7 коммун, из них главной коммуной является Рибьер.

## Коммуны кантона
| Коммуна         | Население, чел. (1999) | Почтовый индекс | Код INSEE |
| --------------- | ---------------------- | --------------- | --------- |
| Антонав         | 158                    | 05300           | 05005     |
| Барре-сюр-Меуж  | 232                    | 05300           | 05014     |
| Рибьер          | 677                    | 05300           | 05118     |
| Салеран         | 83                     | 05300           | 05160     |
| Сен-Пьер-Аве    | 24                     | 05300           | 05155     |
| Шатонёф-де-Шабр | 259                    | 05300           | 05034     |
| Эурр            | 85                     | 26560           | 05047     |

## Население
Население кантона на 2007 год составляло 1 681 человек.
| 1962 | 1968  | 1975  | 1982  | 1990  | 1999  | 2006  | 2007  | 2008 |
| ---- | ----- | ----- | ----- | ----- | ----- | ----- | ----- | ---- |
| 923  | 1 120 | 1 169 | 1 167 | 1 385 | 1 518 | 1 655 | 1 681 | —    |